# Anita Weiß

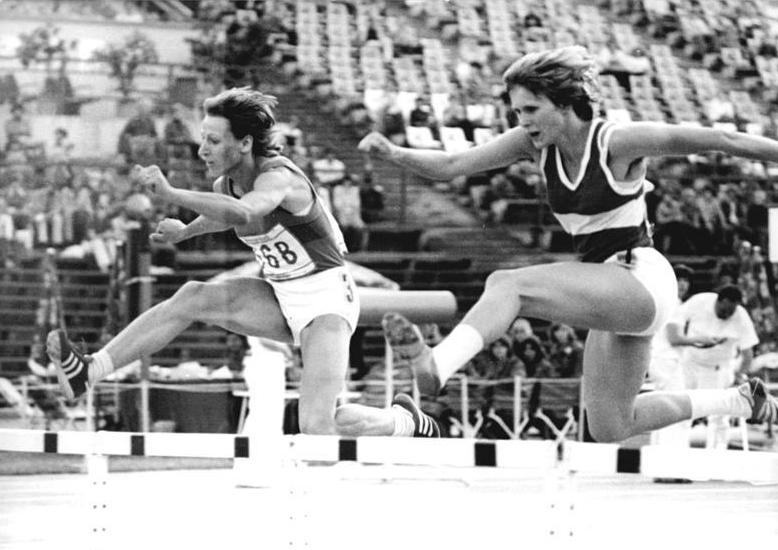
Anita Weiß (1978, links)

Anita Weiß, geborene Barkusky, zuerst verheiratete Kehl, jetzt verheiratete Marg (* 16. Juli 1955 in Burow (Vorpommern)), ist eine ehemalige deutsche Leichtathletin, die – für die DDR startend – in den 1970er Jahren eine erfolgreiche 800-Meter- und 400-Meter-Hürdenläuferin war.
Ihr größter Erfolg ist die Goldmedaille bei den Halleneuropameisterschaften 1975.
Am 6. August 1976 war sie in Karl-Marx-Stadt an einem Weltrekord der DDR-Nationalstaffel im 4-mal-800-Meter-Lauf beteiligt (7:54,2 min: Elfi Zinn, Gunhild Hoffmeister, Anita Weiß, Ulrike Klapezynski).

## Einsätze bei internationalen Meisterschaften
- 1973, Junioreneuropameisterschaften: Platz 1 (2:03,30 min); Platz 1 im 4-mal-400-Meter-Staffel (3:34,35 min)
- 1974, Halleneuropameisterschaften: im Vorlauf ausgeschieden
- 1975, Halleneuropameisterschaften: Platz 1 (2:05,6 min)
- 1976, Olympische Spiele: Platz 4 (1:55,74 min)
- 1978, Europameisterschaften: Platz 6 (1:57,7 min); 400-Meter-Hürdenlauf: Platz 6 (55,63 s)
- 1979, Halleneuropameisterschaften: Platz 2 (2:02,9 min)

Anita Weiß gehörte dem SC Neubrandenburg an. Bei einer Größe von 1,65 m hatte sie ein Wettkampfgewicht von 59 kg.